# Kompania łączności 14 Dywizji Piechoty
Kompania łączności 14 Dywizji Piechoty – pododdział łączności Wojska Polskiego.

## Historia kompanii
Na podstawie rozkazu Ministerstwa Spraw Wojskowych Szefostwo Łączności L. 680/tjn.32/Org. z 7 października 1932 została sformowana z dniem 20 października 1932 kompania telegraficzna 14 Dywizji Piechoty.
Na stanowisko dowódcy kompanii wyznaczony został kpt. Jan Tomasz Stengert, a na stanowisko młodszego oficera kompanii ppor. Witold Ananiasz Danecki. Dowódca kompanii był odpowiedzialny za jej organizację pod kierownictwem szefa łączności dywizji piechoty.
Oficerowie, podoficerowie i szeregowcy służby czynnej rocznika 1910 byli przydzieleni z baonów telegraficznych i istniejących już kompanii telegraficznych, natomiast rekruci rocznika 1911 zostali powołani bezpośrednio do kompanii w dniach 29-31 października 1932. Kompania otrzymała osiem koni wierzchowych (remontów), osiem koni taborowych, osiem kompletnych rzędów wierzchowych i dwie pary uprzęży taborowych.
Kompania stacjonowała w Poznaniu i była organiczną jednostką łączności 14 Dywizji Piechoty. Początkowo kompania była zakwaterowana w jednym z baraków na Cytadeli, w pobliżu pola antenowego stałej stacji radiotelegraficznej, a wiosną 1934 przeniesiona do budynków przy ul. Północnej.
Kompania miała prowadzić szkolenie według obowiązującej wówczas „Instrukcji wyszkolenia wojsk łączności” sygn. MSWojsk. Szefostwo Łączności L. dz. 900/tjn. Wyszk. 30.
Kompania miała dwa plutony, lecz nie posiadała radia. Pluton radio był mobilizowany w pułku radio w Warszawie i po zakończeniu mobilizacji przydzielony do dywizji. Dywizja nie posiadała wówczas organu zaopatrzenia i naprawy sprzętu łączności, czyli organu służby łączności.
W sierpniu 1933 do kompanii został wcielony ppor. Konrad Bogacki, absolwent Szkoły Podchorążych Inżynierii w Warszawie. W latach 1935–1937 służbę w kompanii pełnił por. Bronisław Adrian Rybiński, który wiosną 1940 został zamordowany w Charkowie.
Na podstawie rozkazu Dowództwa Łączności MS Wojsk. L. 3000/tjn. I.Org. z 11 października 1937 kompania telegraficzna 14 DP została przeorganizowana i przemianowana na kompanię łączności 14 DP. W składzie kompanii został utworzony pluton radio.
Organizacja pokojowa kompanii łączności:
- dowódca kompanii (kapitan),
- drużyna dowódcy kompanii[c],
- I pluton telefoniczny,
- II pluton telefoniczny,
- III pluton radio,
- gołębnik polowy[22][10].

Etat przewidywał 4 oficerów, 14-18 podoficerów (zależnie od typu kompanii), 130-133 szeregowców, 14 koni wierzchowych, 18-20 koni pociągowych, 2 samochody ciężarowe, 2 motocykle, 8 rowerów i 60 gołębi pocztowych.
Organizacja pokojowa była dostosowana do zadań mobilizacyjnych i okazała się dobrą.
1 września 1938 uprawnienia dowódcze względem kompanii otrzymał szef łączności dywizji. Dowódcami (szefami) łączności 14 DP byli: kpt. Franciszek Gogołkiewicz (1 III 1929 – IV 1929), kpt. łącz. Władysław Kijak (IV 1929 – X 1931), kpt. łącz. Tadeusz Józef Jan Jakubowski (X 1931 – 1935) i mjr łącz. Ignacy Mreła (do IX 1939).
Do zadań kompanii należało szkolenie rezerw podoficerów i szeregowców jedynie na potrzeby własne. Poborowi byli wcielani bezpośrednio do kompanii. Etaty były tak skalkulowane, że dla zaspokojenia zapotrzebowań wojennych musiano powołać pod broń osiem roczników rezerwistów. Kandydaci na podoficerów służby czynnej z kompanii szkolili się w szkołach podoficerskich batalionów telegraficznych i pułku radio.
Wiosną 1939 kompania została podporządkowana pod względem wyszkolenia fachowego dowódcy 2 Grupy Łączności. Ze względu na szybki wybuch wojny dowództwo grupy nie odegrało powierzonej mu roli. 
Zgodnie z uzupełnionym planem mobilizacyjnym „W” kompania łączności 14 DP była jednostką mobilizującą. Pod względem mobilizacji materiałowej była przydzielona do 57 pułku piechoty.
Dowódca kompanii był odpowiedzialny za przygotowanie całości mobilizacji jednostek wpisanych na tabelę mob. z wyjątkiem mobilizacji materiałowej, za którą był współodpowiedzialny razem z dowódcą 57 pułku piechoty. 
Dowódca kompanii był ponadto odpowiedzialny za przeprowadzenie mobilizacji:
- kompanii telefonicznej 14 DP,
- plutonu łączności Kwatery Głównej 14 DP,
- plutonu radio 14 DP,
- drużyny parkowej łączności 14 DP,
- stacji radiotelegraficznej typ II nr 4,
- 2-go gołębnika polowego samodzielnej drużyny gołębi pocztowych nr 16[e].

Wszystkie jednostki były mobilizowane w Poznaniu, w alarmie, w grupie jednostek oznaczonych kolorem niebieskim. 
Po zakończeniu czynności mobilizacyjnych kompania przekazywała: nadwyżki personelu i materiału do 7 batalionu telegraficznego, natomiast nadwyżki koni i środków przewozowych do 57 pp
Jednostki zmobilizowane przynależały pod względem ewidencyjnym do Ośrodka Zapasowego Telegraficznego „Lublin” z wyjątkiem plutonu radio 14 DP, który przynależał do Ośrodka Zapasowego Radio w Warszawie.
23 sierpnia 1939 została zarządzona mobilizacja jednostek „niebieskich” na terenie Okręgu Korpusu Nr VII. Początek mobilizacji został wyznaczony na godz. 6.00 następnego dnia.
Jednostki łączności 14 DP były formowane według organizacji wojennej L.3124/mob.org., ukompletowane zgodnie z zestawieniem specjalności L.3124/mob.AR oraz uzbrojone i wyposażone zgodnie z wojennymi należnościami materiałowymi L.3124/mob./mat.
Pluton łączności Kwatery Głównej 14 DP przeznaczony był do obsługi dowództwa dywizji, kompania telefoniczna przeznaczona do budowy i obsługi polowej sieci telefonicznej (z kabla polowego), a drużyna parkowa łączności odpowiadała za zaopatrzenie, naprawę i ewakuację sprzętu łączności.
Pluton radio 14 DP był formowany według organizacji wojennej L.3121/mob.org., ukompletowany zgodnie z zestawieniem specjalności L.3121/mob.AR oraz uzbrojony i wyposażony zgodnie z wojennymi należnościami materiałowymi L.3121/mob./mat.
Samodzielna drużyna gołębi pocztowych nr 16 była formowana według organizacji wojennej L.3681/mob.org., ukompletowana zgodnie z zestawieniem specjalności L.3681/mob.AR oraz uzbrojona i wyposażona zgodnie z wojennymi należnościami materiałowymi L.3681/mob./mat.
W ocenie majora Mreły mobilizacja oddziałów odbyła się bardzo sprawnie. Zakończono ją cztery godziny przed wyznaczonym terminem. Stan moralny i fizyczny ludzi był bardzo dobry. Po mobilizacji pozostała duża nadwyżka ludzi i koni.
W czasie kampanii wrześniowej jednostki łączności z plutonem radio walczyły w składzie macierzystej dywizji, samodzielna drużyna gołębi pocztowych nr 16 została przeznaczona dla Armii „Poznań”, natomiast stacja radiotelegraficzna typ II nr 4 pod dowództwem kpt. łącz. Kazimierza II Zielińskiego była jednostką podporządkowaną Oddziałowi II SG.

## Kadra kompanii
Dowódcy kompanii
- kpt. łącz. Jan Tomasz Stengert (1 VIII 1932 – I 1934[46])
- kpt. łącz. Roman Machalski (I 1934[46] – 1937[47])
- por. łącz. Tomasz Marian Ostrowski (1938 – †9[48] lub 18 IX 1939 w m. Kamion Mały. Został pochowany na Cmentarzu Wojskowym na Powązkach (kwatera B 10, rząd 4, miejsce 5)[49].)
- por. łącz. Zbigniew Feliks Słuszkiewicz (od 9 IX 1939[11])

Obsada personalna kompanii łączności 14 DP w marcu 1939
- dowódca kompanii – por. łącz. Tomasz Marian Ostrowski
- dowódca plutonu telefonicznego – por. łącz. Wacław Boruch
- dowódca plutonu radio – por. łącz. Zbigniew Feliks Słuszkiewicz

Obsada personalna jednostek łączności 14 DP i plutonu radio we wrześniu 1939
- dowódca kompanii telefonicznej 14 DP – por. łącz. Tomasz Marian Ostrowski
- zastępca dowódcy kompanii – ppor. łącz. rez. Marian Tuliszka[g]
- dowódca I plutonu – sierż. pchor. / ppor. łącz. Tadeusz Stefan Białecki[h]
- dowódca II plutonu – ppor. łącz. rez. Kazimierz Głyda
- dowódca III plutonu – ppor. łącz. rez. Stanisław Libner
- dowódca IV plutonu – ppor. łącz. rez. Franciszek Piotr Eugeniusz Dundaczek[i]
- szef kompanii – st. sierż. Miller
- dowódca plutonu łączności KG 14 DP – por. łącz. Wacław Boruch[j]
- zastępca dowódcy plutonu łączności KG 14 DP – ppor. łącz. rez. Władysław Golisch[k]
- dowódca stacji telegraficznej – ppor. łącz. rez. Antoni Płóciennik
- podoficer sprzętowy – sierż. Witczak
- dowódca plutonu radio 14 DP – por. łącz. Zbigniew Feliks Słuszkiewicz
- dowódca drużyny parkowej łączności 14 DP – chor. Władysław Tomaszewski[l]